# Limer
Limer – według „Sumeryjskiej listy królów” piąty władca należący do dynastii z Mari. Dotyczący go fragment brzmi następująco:
„Limer (z Mari), kapłan pašīšu, panował przez 30 lat”